# Vítězslav Hálek
Vítězslav Hálek, zřídka také Viktor, vlastním jménem Vincenc Hálek, oficiálně Siegfried Halek (5. dubna 1835 Dolínek u Mělníka – 8. října 1874 Praha), byl český básník, prozaik, dramatik, literární kritik a publicista, představitel májovců (spolu s Janem Nerudou), aktivní organizátor českého kulturního života.

## Život

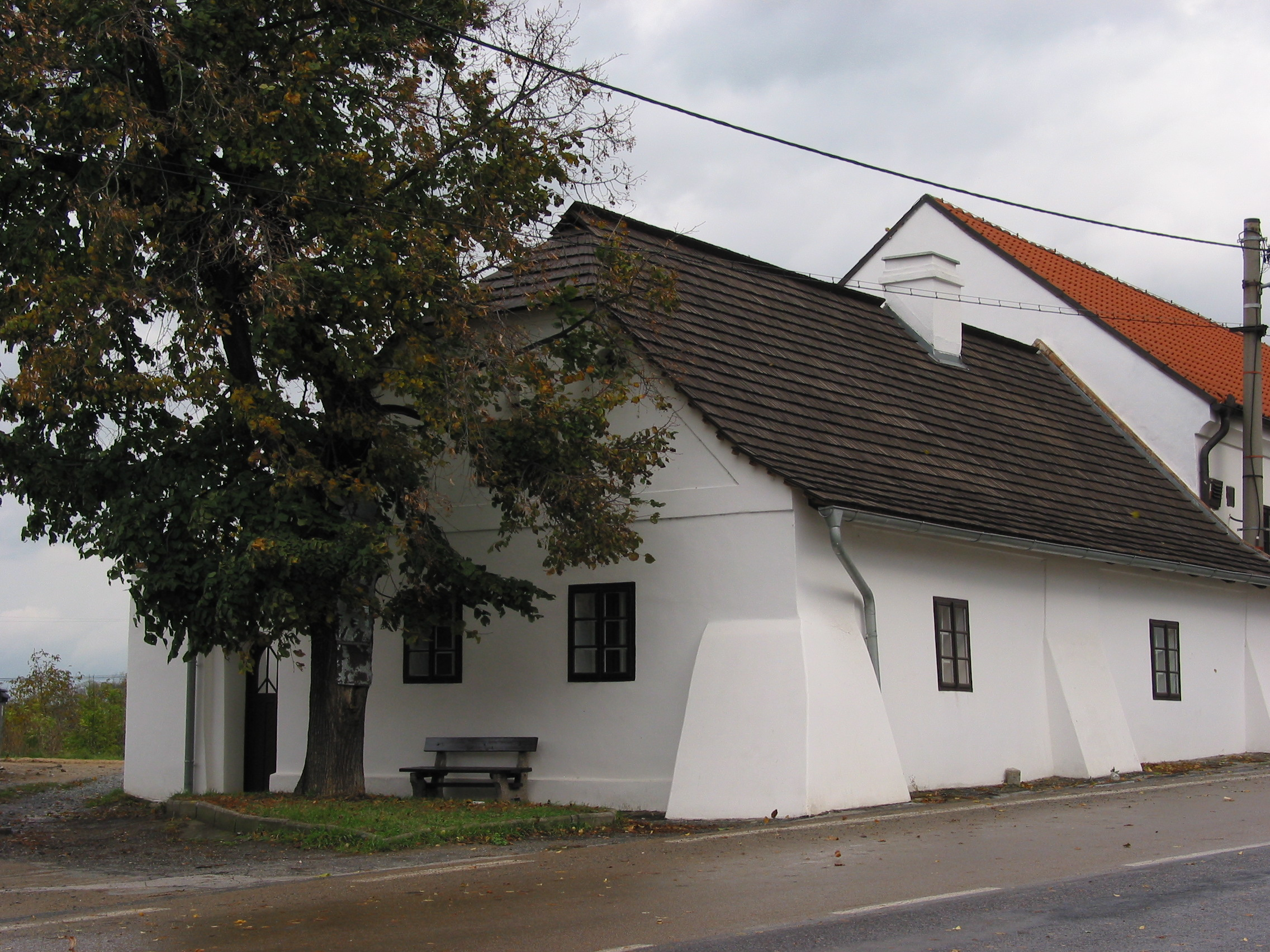
Rodný domek V. Hálka

Narodil se v Dolínku u Odoleny Vody v rodině hostinského. Rodiče ho poslali do Prahy, aby se naučil německy. Rok studoval na německé trinitářské škole, ale roku 1847 přestoupil na Akademické gymnázium, které ukončil roku 1855. Tam začal číst českou literaturu, redigoval školní časopis a také mu v časopisech vyšly dvě práce, velmi ovlivněné básníkem Karlem Jaromírem Erbenem: Nekřtěncova dušička v Lumíru a Sejček v časopisu Zlaté klasy, který byl určen mládeži. Měl se stát knězem, ale proti vůli rodičů se rozhodl, že bude studovat filozofii s cílem stát se středoškolským profesorem. Rodiče ho odmítli dále financovat, živil se tedy psaním básní a udělováním kondic (tj. doučováním). Hálek studia filozofie nedokončil, rozhodl se živit psaním. Koncem roku 1857 mu vyšla první básnická kniha s lyricko-epickou básní Alfred. 
Mladé čtenáře si získal sbírkou lyrických básní písňové formy Večerní písně (1858) v nichž opěvoval šťastnou a vyrovnanou lásku jako hodnotu společenskou, vytvářející hlubší lidské vztahy, a zároveň vyslovoval pojetí básníka jako důležitého činitele v národním životě. 
Od roku 1861 pracoval jako redaktor Národních listů, kde měl na starosti divadelní rubriku a fejeton. Napsal okolo pěti set fejetonů, v nichž se vyjadřoval k aktuálním otázkám národního života (Obrázky z českého sněmu, Drobné obrázky z Prahy a další). Zabýval se literární a divadelní kritikou. Své básně vydal ve třech svazcích almanachu Máj, který v letech 1858–1863 redigoval. Byl vůdčí osobností časopisu Ruch. Roku 1872 převzal a redigoval spolu s J. Nerudou časopis Lumír. Spolu s ním také redigoval časopis Květy. Hálek byl mnohostranně činný jako novinář, literární a divadelní kritik, fejetonista, básník, povídkář a dramatik i organizátor literárního a kulturního života. Byl aktivním členem spolku Umělecká beseda a vedoucím jejího literárního odboru. Na rozdíl od svého přítele Jana Nerudy dosáhl Hálek už za svého života plného uznání, byl pokládán za největšího českého básníka a respektovanou autoritu v uměleckých otázkách. 
Poměrně hodně cestoval, navštívil Itálii, Polsko a Balkán, dojmy z těchto cest mu byly inspirací k básním, také je zpracovával ve fejetonech.

Z Hálkovy epiky mají význam Pohádky z naší vesnice, soubor balad a romancí, zobrazujících veselé i tragické příběhy ze života venkovského lidu nebo charakterizující svérázné lidové figurky. Významná je Hálkova povídková tvorba, zejména vesnická, zachycující napětí mezi sedlákem a chalupníkem nebo zobrazující překážky, které se staví do cesty lásce mladých lidí a vyplývají z nepochopení rodičů nebo z lpění na majetku. Do protikladu k citově vyprahlému životu bohatých staví Hálek vyrovnaný a citově bohatý život prostých lidí, neodcizených řádu přírody. Dovedl se zamyslet i nad významem vzdělanosti a pokroku na venkově.

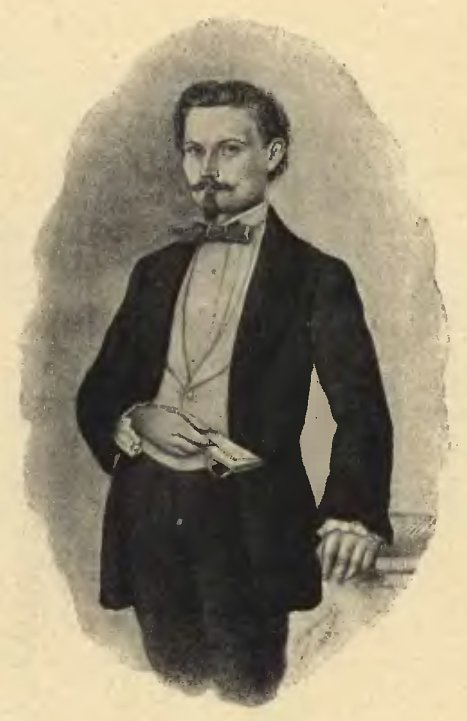
Vítězslav Hálek koncem 50. let 19. století

V dramatické tvorbě nedosáhl Hálek významnějších úspěchů. V duchu dobových představ chtěl vytvořit drama vysokého stylu. Postavy Hálkových dramat s náměty z národních i cizích dějin jsou stylizovány do romantických postojů a v patetických monolozích pronášejí dobové národní a politické myšlenky.

## Rodina
Dne 22. února roku 1865 se na Novém Městě pražském oženil s dcerou pražského advokáta Doroteou Horáčkovou (1843–1907). Bydleli v Palackého ulici čp. 721/II (č.o.5) vedle rodiny Palackých Jejich mladší syn byl Ivan Hálek (1872–1945). Starší syn Jiří Emanuel se narodil na Štědrý den roku 1870 a tři dny po porodu zemřel.
Hálek rád jezdil na Zbraslav, kde pobýval jen krátce. Žil zde na Závisti v domku čp. 84, který měl v letech 1873–1881 pronajatý spolu se svou rodinou nakladatel Jan Otto. Na průčelí domu bývala pamětní deska, dům zanikl při povodni v létě roku 2002. Hálek byl okouzlen zdejší přírodou a klidem, na březích Vltavy pozoroval voraře. V létě roku 1874 na prázdninách v Novém Světě u Harrachova se nachladil při procházce k Mumlavskému vodopádu. Do Prahy se vrátil nemocný, ale ještě 20. září jel na nedělní výlet na Závist. Zemřel nečekaně ve 39 letech na zánět pohrudnice a byl pochován v Praze na Vyšehradském hřbitově.

## Památka

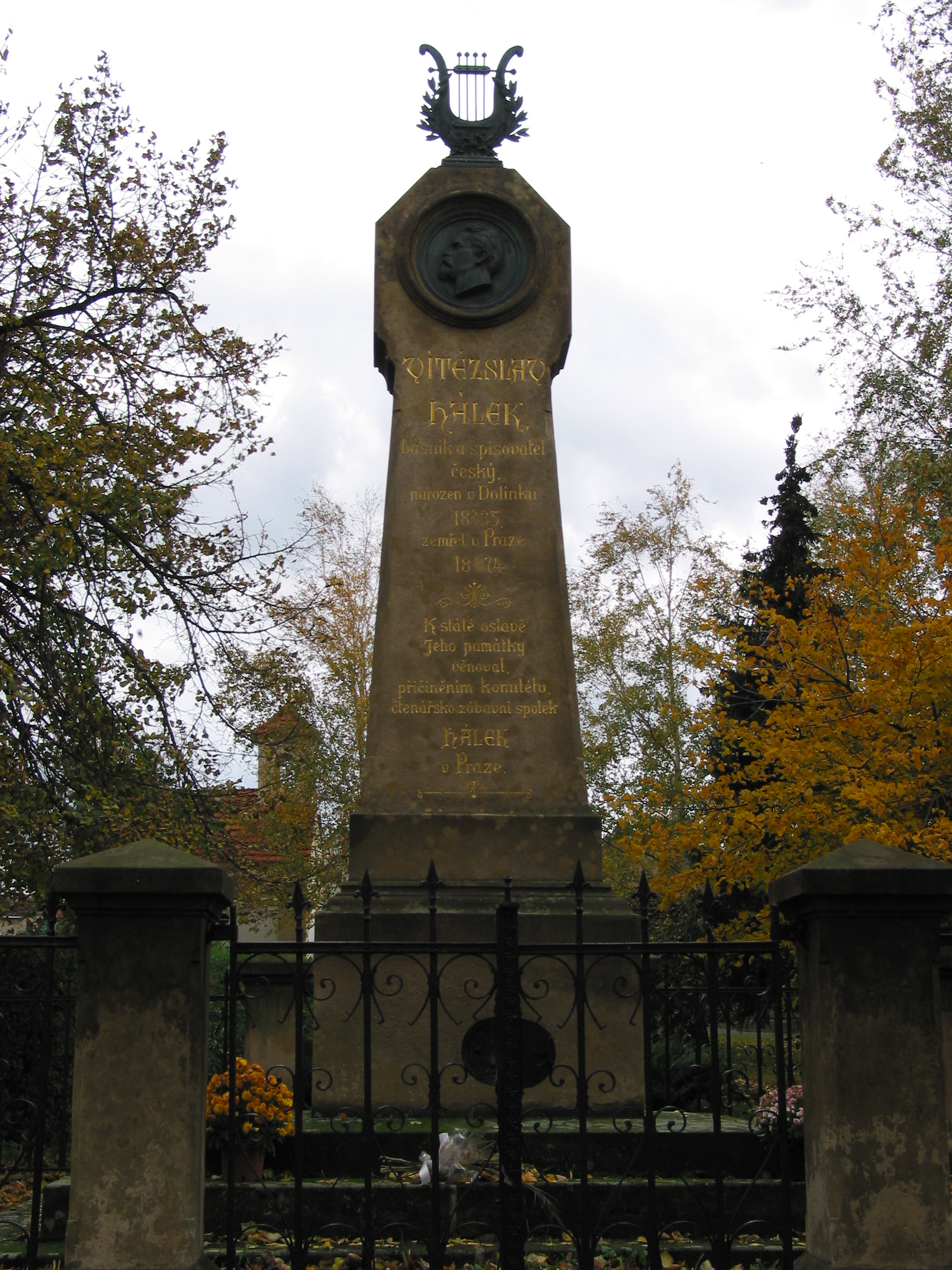
Pomník V. Hálka v Dolínku

Umělecká beseda, jíž byl Hálek členem, dala po jeho smrti zasadit bronzovou pamětní desku na dům, kde bydlel, a na Karlovo náměstí před Novoměstskou radnici do parku roku 1882 instalovat pomník s Hálkovou bustou a kašnou mezi dvěma sochami sfing. Autorem soch byl Bohuslav Schnirch.
V Dolínku u Odolena Vody Vítězslava Hálka připomíná expozice v rodném domě a kamenný pomník z let 1884–5. 

## Dílo
Jeho básně jsou ovlivněny A. S. Puškinem, K. J. Erbenem a K. H. Máchou, zejména však dobovými módami byronismu a německými romantiky. Postrádají však většinou objevnost a myšlenkovou hloubku svých vzorů. Jsou ploše optimistické a dobře se čtou, což bylo příčinou neobyčejné autorovy popularity. Hálkův život naplňovalo především umění: na literární tvorbu vsadil své osobní naděje i ctižádost a s literaturou spojil i svou vůli sloužit národu. Chtěl být „věštcem“, který by svými básněmi zušlechťoval charakter lidí a ukazoval lepší cesty celému národu; tyto ambice vycházely plně vstříc dobovému vkusu. Na rozdíl od Jana Nerudy, jenž prožil takřka celý život v Praze a jehož životní postoj byl poznamenán sociálními starostmi městských vrstev, byly Hálkovy názory i vnímání skutečnosti (včetně sociálních a generačních rozporů) ovlivněny léty života strávenými na venkově. Jeho představu o životě a společnosti formovalo prostředí středočeské vesnice se svými tradicemi, sociálními vztahy, zemědělstvím a blízkým vztahem k přírodě. Hálkova a Nerudova literární díla bývají často srovnávána, vesměs k neprospěchu Hálka, je však třeba vzít na vědomí, že Hálkova životní a tvůrčí dráha byla ve srovnání s Nerudou relativně krátká. Přesto prvotina Nerudova Hřbitovní kvítí, v době svého vydání nepochopená a odmítaná, stojí svou originalitou v přímém protikladu k odvozenosti soudobých prací Hálkových.

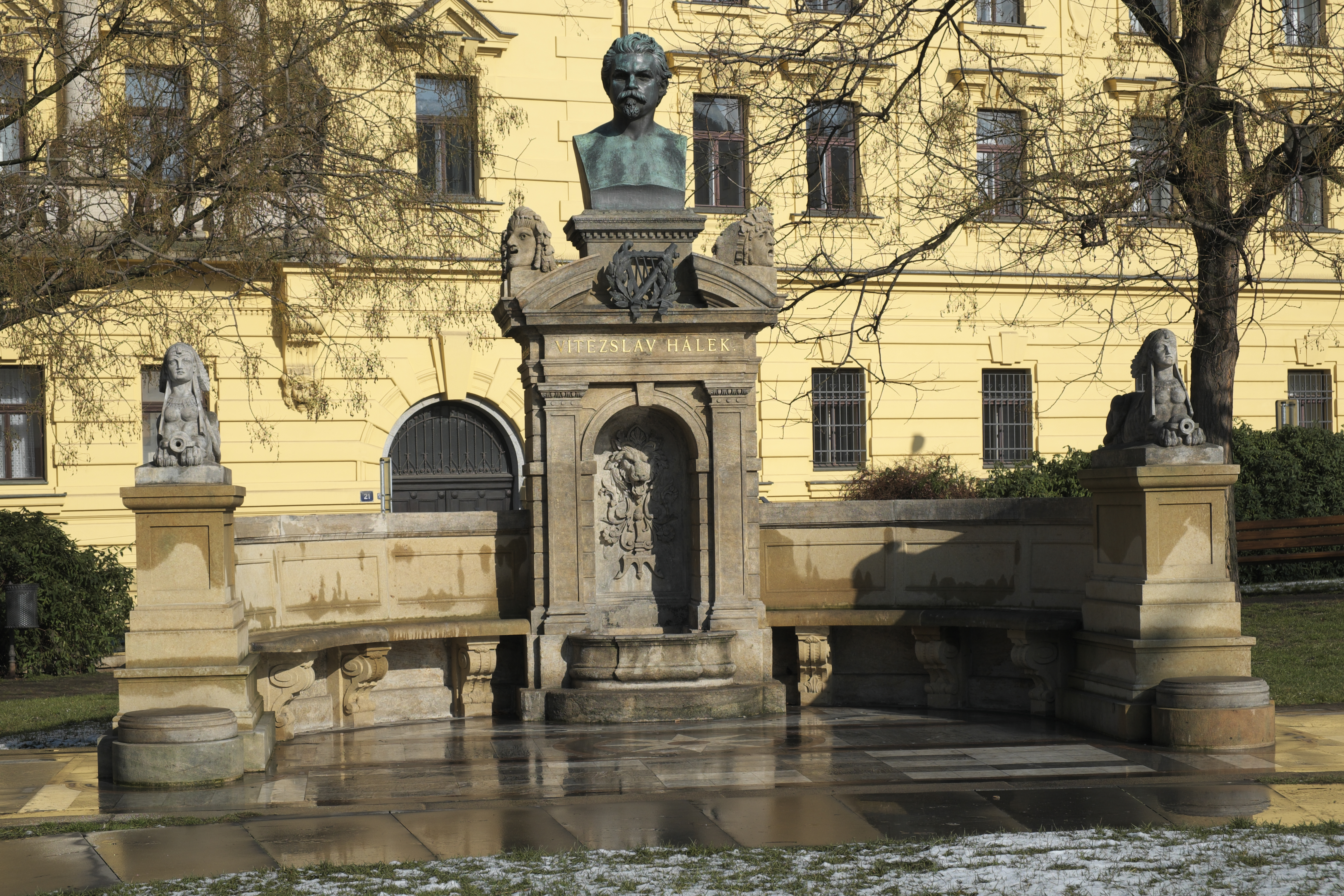
Pomník Vítězslava Hálka na Karlově náměstí v Praze

Hálkovu tvorbu charakterizuje snaha harmonizovat vztahy mezi lidmi a optimistická, pozitivní nálada. Především jeho poslední sbírka Pohádky z naší vesnice však svědčí o tom, že se nevyhýbal ani vážnější tematice, především sociálním a generačním rozporům, jež mohou vést až k tragickým důsledkům. Některé básně z této sbírky mají ráz sociální balady (např. Dražba). Jedním z možných důvodů převažujícího optimismu v Hálkově tvorbě zřejmě byl i autorův celoživotní šťastný vztah s Dorotkou Horáčkovou, s níž se posléze oženil. Rovněž toto zaměření přispívalo k popularitě jeho díla. Právě proto se Hálek stal záhy vedoucím básnickým reprezentantem své generace, a objektivní kritické posouzení jeho odkazu bylo dlouho tabuizováno.

K obratu dochází teprve koncem osmdesátých let 19. století s nástupem nové generace „realistů“, sdružených kolem T. G. Masaryka, a „Nové moderny“ J. S. Machara, F. X. Šaldy a dalších autorů, vymezujících se kriticky proti svým literárním předchůdcům. Klasická je v tomto směru Macharova stať k dvacátému výročí Hálkovy smrti, která vyvolala bouřlivé polemiky např. Elišky Krásnohorské či Jaroslava Vrchlického.

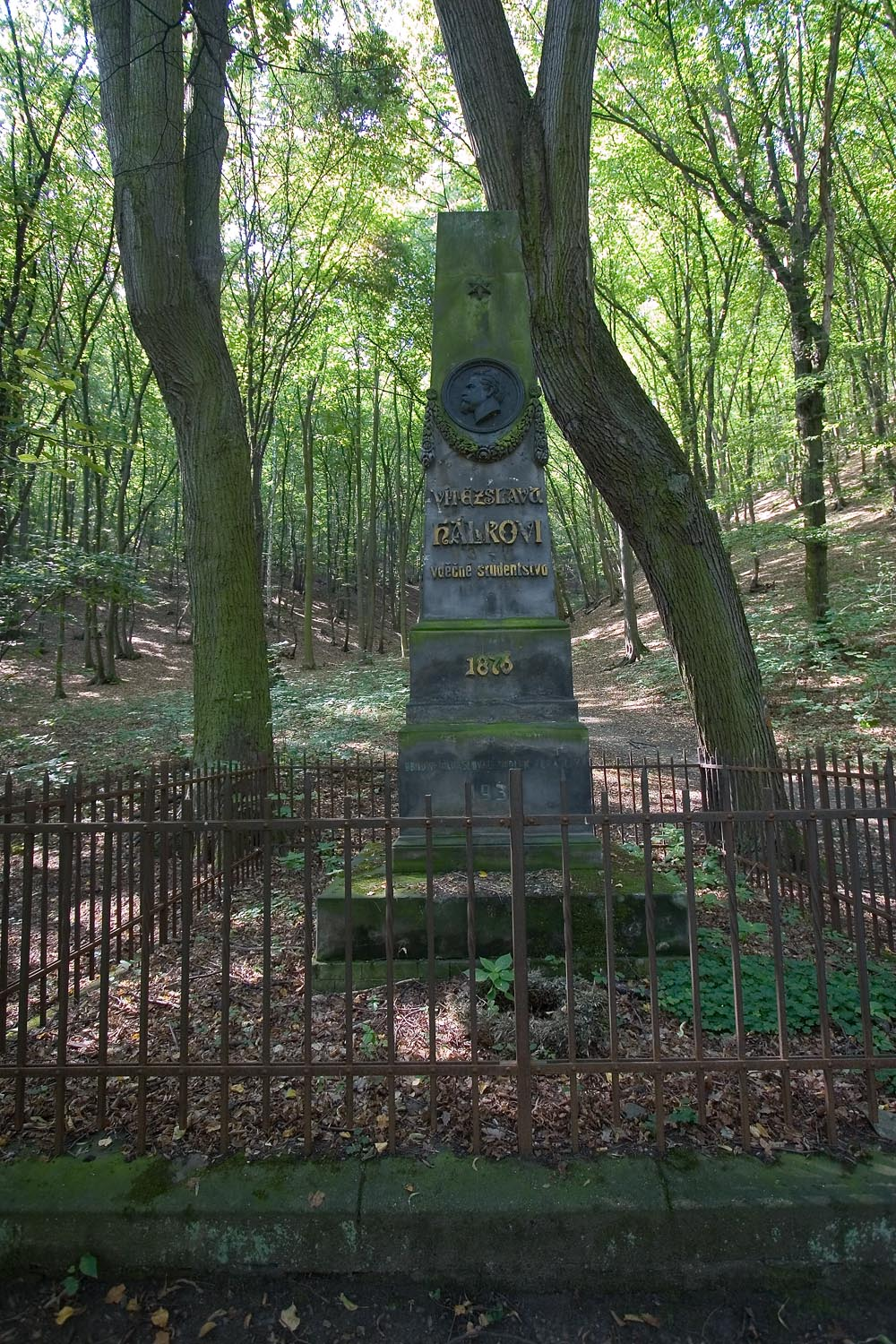
Pomník Vítězslava Hálka na úbočí kopce Závist u Zbraslavi

### Poezie
- Alfred (1858) – prvotina, romantická epická skladba na téma tragické lásky a zločinu. [17]
- Večerní písně (1859) – soubor básní, ve kterém byly vydány později, většina z nich byla uveřejněna v časopisech, atd. Tento soubor sestavil Hálek. Knížka je plná optimismu a radosti, je napsána lehkou zpěvnou formou. Hlavním a vlastně jediným tématem těchto básní je čistá a šťastná láska, básně jsou psány pro jeho lásku – Dorotku. Sloky tvoří čtyřverší s pravidelným rytmem a rýmem. [18]
- Krásná Leila (1859) – dílo je ovlivněno romantismem. Jedná se o lyrickoepickou skladbu. [19]
- Mejrima a Husejn (1859) – rozsáhlá lyrickoepická báseň ovlivněná kompozičně Máchovým Májem; o tragické lásce dvou milenců v čase albánského povstání proti Turkům.
- V přírodě (1872–1874) – přírodní lyrická sbírka, která pochází z posledních let Hálkova života. Sbírka je velmi optimistická. Hálek, zde popisuje krajinu – Mělnicko. Nejčastějším tématem je jaro. [20]
- Pohádky z naší vesnice (1874) – poslední Hálkova sbírka, vyšla měsíc po jeho smrti. Zajímá se o život vesnického lidu. Dějištěm je vesnice na Mělnicku. Hálek je zde značně kritický, citlivým a sugestivním způsobem upozorňuje na sociální rozpory, ale i na antagonismus mezi mládím a stářím uvnitř vesnické komunity. Sbírka se svým pojetím zřetelné hlásí k realismu a vybočuje z celkového „idylického“ rámce Hálkova díla. Naznačuje, jakým směrem by se pravděpodobně ubíralo Hálkovo dílo, kdyby básník předčasně nezemřel. [21]

### Divadelní hry
Tyto divadelní hry jsou spíše básně, ale on je pojímal jako hry. Minimálně hra Záviš z Falkenštejna se stala velmi úspěšnou. Hru hrála nejedna kočovná společnost, např. Františka Čížka. Od roku 1880 premiéra v Prozatímním divadle a v letech 1885–1887 hru minimálně 5x hrálo Národní divadlo.
- Carevič Alexej (1860) [22]
- Záviš z Falkenštejna (1861). [23]
- Král Rudolf (1862) [24]
- Král Vukašín – zahájení činnosti Prozatímního divadla (1862) [25]
- Amnon a Tamar (1866). [26]

### Próza
Psal povídky s vesnickou tematikou. Zaměřoval se na kontrasty (vztahy rodičů a dětí, …). Většina jeho povídek končí tragicky. Hálek zde kritizuje finanční vztahy a touhu po penězích. Hlavním motivem je nutnost jednat a žít v souladu s přírodou a to pro něj znamená posuzovat člověka podle jeho vnitřních hodnot. Objevuje se v nich snaha vychovávat.
Hálkova próza se kvalitou ani zdaleka nepřibližuje jeho poezii.
- Muzikantská Liduška (1861) – dílo pojednává o sociálních poměrech na vesnici, kde začínají vládnout peněžní vztahy a touha po bohatství. Příběh dívky, které rodiče bránili ve sňatku s jejím milým a nutili ji do svazku s bohatým člověkem. Tím v ní vyvolali psychickou poruchu a dívka zešílela. [27]
- Kovářovic Kačenka (1859). [28]
- Jiřík (1858). [29]
- Muzikant (1859). [30]
- Převozník (1858). [31]
- Náš dědeček (1863). [32]
- Na vejminku (1873). [33]
- Na statku a v chaloupce (1871) – protikladný obraz neradostného života na statku s čistou vyprahlostí a chamtivost bohatých versus idylické štěstí. [34]
- Domácí učitel (1867). [35]
- U panských dveří (1866). [36]
- Pod pustým kopcem (1874) [37]
- Pod dutým stromem (1872). [38]
- Mladá vdova a starý mládenec (1860). [39]
- Kterak se pan Suchý rozhněval na svět (1860) [40]
- Komediant (1861). [41]
- Poldík rumař (1873) – psychologický obraz prostého člověka, který se stará o dítě svého soupeře v lásce. [42]
- Povídkář – náměty z vesnického prostředí. Řešení vztahů mezi lidmi, spory dětí s rodiči, řešením a východiskem je žít v souladu s přírodou

### Literární kritika
- Básnictví české v poměru k básnictví vůbec – stať o literatuře